# U-480 (tàu ngầm Đức)
U-480 là một tàu ngầm tấn công thử nghiệm  Lớp Type VII thuộc phân lớp Type VIIC được Hải quân Đức Quốc Xã chế tạo trong Chiến tranh Thế giới thứ hai. Nó được xem là tàu ngầm tàng hình đầu tiên, khi sử dụng một lớp vỏ bọc làm bằng ngói cách âm cao su, giúp con tàu khó bị phát hiện bằng sonar của phía Đồng Minh. U-480 là một trong sáu tàu Type VII được trang bị kỹ thuật này, và sau khi nhập biên chế năm 1943, nó thực hiện được ba chuyến tuần tra, đánh chìm hai tàu buôn với tổng tải trọng 12.846 GRT cùng hai tàu chiến với tổng tải trọng 1.775 tấn. Trong chuyến tuần tra cuối cùng trong eo biển Manche, U-480 đắm do trúng thủy lôi trong khoảng từ ngày 29 tháng 1 đến ngày 22 tháng 2, 1945.

## Thiết kế và chế tạo

### Thiết kế

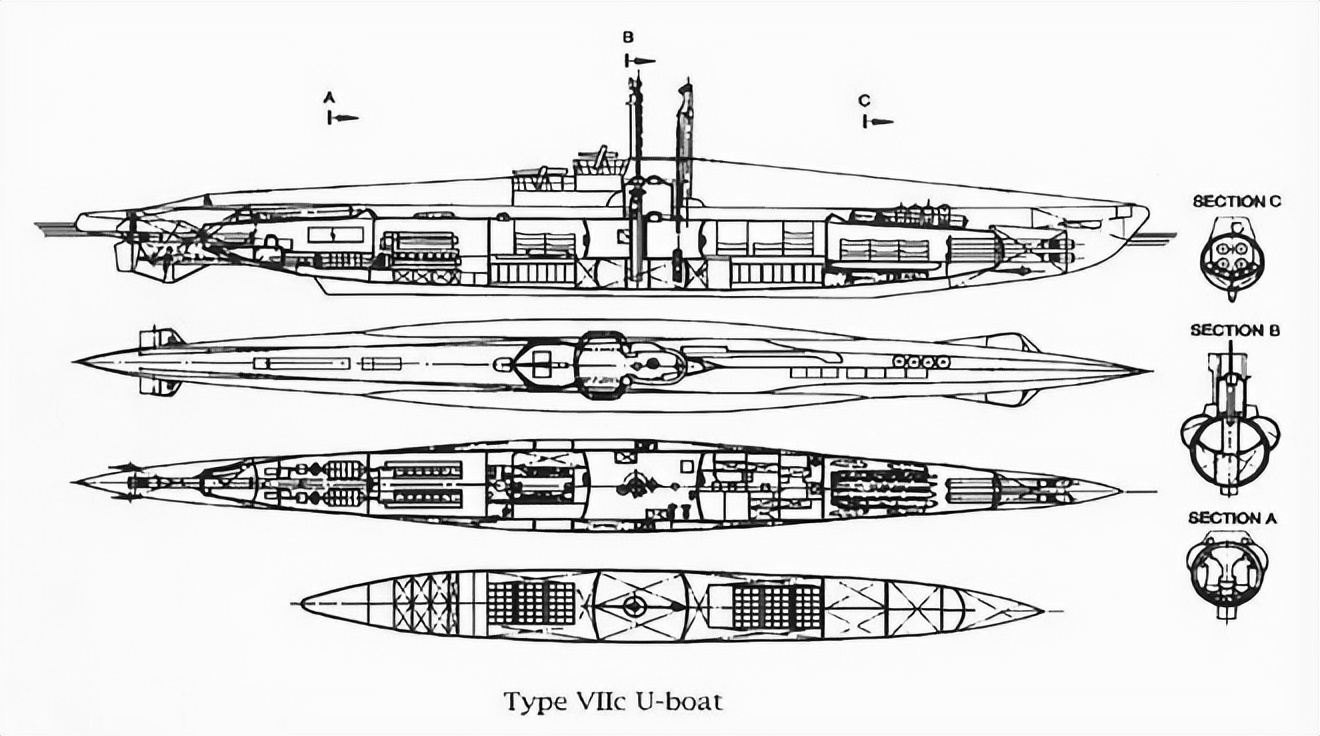
Sơ đồ các mặt cắt một tàu ngầm Type VIIC

Phân lớp VIIC của Tàu ngầm Type VII là một phiên bản VIIB được kéo dài thêm. Chúng có trọng lượng choán nước 769 t (757 tấn Anh) khi nổi và 871 t (857 tấn Anh) khi lặn). Con tàu có chiều dài chung 67,10 m (220 ft 2 in), lớp vỏ trong chịu áp lực dài 50,50 m (165 ft 8 in), mạn tàu rộng 6,20 m (20 ft 4 in), chiều cao 9,60 m (31 ft 6 in) và mớn nước 4,74 m (15 ft 7 in).
Chúng trang bị hai động cơ diesel Germaniawerft F46 siêu tăng áp 6-xy lanh 4 thì, tổng công suất 2.800–3.200 PS (2.100–2.400 kW; 2.800–3.200 bhp), dẫn động hai trục chân vịt đường kính 1,23 m (4,0 ft), cho phép đạt tốc độ tối đa 17,7 kn (32,8 km/h), và tầm hoạt động tối đa 8.500 nmi (15.700 km) khi đi tốc độ đường trường 10 kn (19 km/h). Khi đi ngầm dưới nước, chúng sử dụng hai động cơ/máy phát điện Garbe, Lahmeyer & Co. RP 137/c  tổng công suất 750 PS (550 kW; 740 shp). Tốc độ tối đa khi lặn là 7,6 kn (14,1 km/h), và tầm hoạt động 80 nmi (150 km) ở tốc độ 4 kn (7,4 km/h). Con tàu có khả năng lặn sâu đến 230 m (750 ft).
Vũ khí trang bị có năm ống phóng ngư lôi 53,3 cm (21 in), bao gồm bốn ống trước mũi và một ống phía đuôi, và mang theo tổng cộng 14 quả ngư lôi, hoặc tối đa 22 quả thủy lôi TMA, hoặc 33 quả TMB. Tàu ngầm Type VIIC bố trí một hải pháo 8,8 cm SK C/35 cùng một pháo phòng không 2 cm (0,79 in) trên boong tàu. Thủy thủ đoàn bao gồm 4 sĩ quan và 40-56 thủy thủ.

### Lớp vỏ ngói cách âm

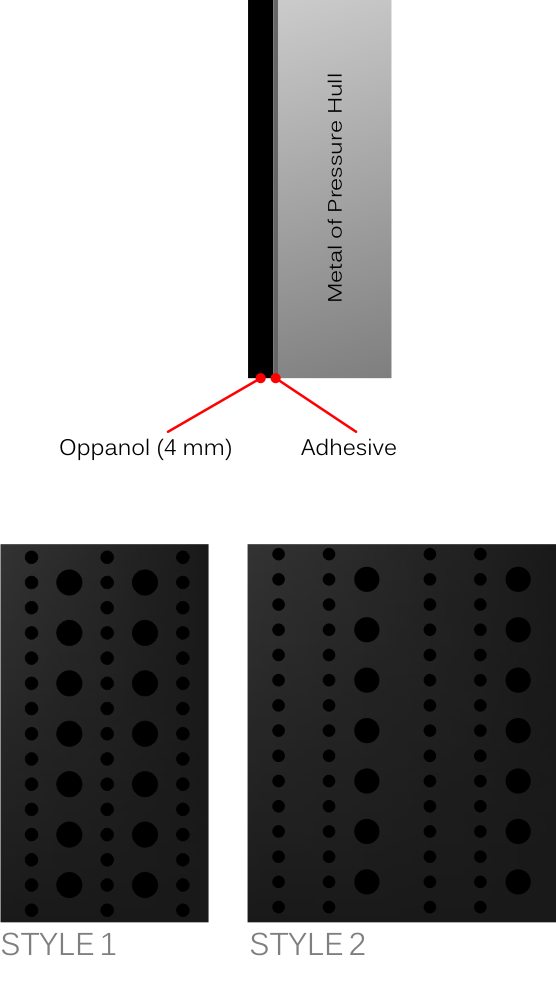
Cận ảnh một tấm ngói Alberich, cho thấy cấu trúc nhiều lổ với đường kính khác nhau

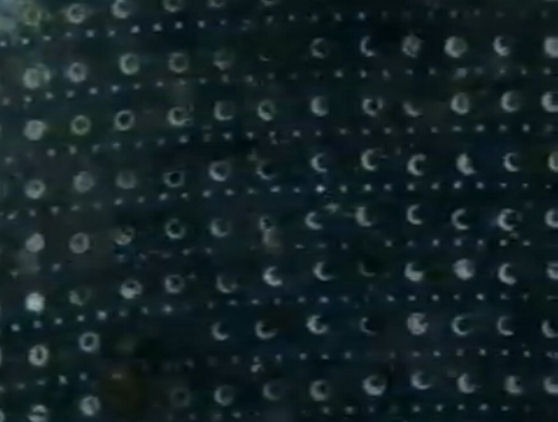
Ngói Alberich được sử dụng trên U-480

Những lá cao su chứa các lổ không khí có thể được sử dụng để giảm thiểu sự phản xạ sóng âm dưới nước nhờ kết cấu, khi độ dày của lá cao su nhỏ hơn bước sóng âm thanh trong nước, làm giảm phản xạ trong một khoảng tần số hẹp.
Nhà âm học hàng đầu của Đức Erik Meyer và nhóm của ông đã phát triển một tấm ngói dày 4 mm (0,16 in) bao gồm hai lá cao su tổng hợp dày 2 mm. Ngói cách âm này giảm thiểu 15% độ phản xạ trong dãy tần số từ 10 đến 18 kHz. Khoảng tần số này trùng hợp với dãy tần số mà các thiết bị sonar chủ động (ASDIC) đầu tiên được phía Đồng Minh. Các bộ ASDIC kiểu 123, 123A, 144 và 145 đều sử dụng dãy tần số từ 14 đến 22 kHz. Tuy nhiên, độ giảm thiếu phản xạ sóng âm không đồng đều ở những độ sâu lặn khác nhau, khi các khoảng trống bị dồn ép bởi áp lực nước.
Một lợi ích bổ sung của lớp phủ này là chúng hoạt động như lớp cách âm, làm giảm âm thanh động cơ của chính chiếc tàu ngầm. Lớp cao su chứa một loạt những lổ nhỏ, giúp phá vỡ sóng âm.
Nhiều vấn đề phát sinh khi áp dụng kỹ thuật này. Chất liệu có hiệu quả khác nhau ở những độ sâu khác nhau, do các khoảng trống bị dồn ép bởi áp lực nước. Việc kết dính các tấm ngói vào vỏ tàu đòi hỏi chất keo đặc biệt và kỹ thuật cản thận phù hợp. Những thử nghiệm đầu tiên được tiến hành từ năm 1940, nhưng không được áp dụng cho đến năm 1944 với chiếc U-480. Chiếc tàu ngầm có lớp cao su bên trong thủng lổ được bao phủ bởi một lớp phẳng bên ngoài. Cấu trúc này tạo ra những ổ không khí có kích thước phù hợp và tách biệt để hấp thụ sóng âm.
Các tàu U-boat khác cùng áp dụng gói cách âm bao gồm: U-11, U-485, U-486, U-1105, U-1106, U-1107, U-1304, U1306, U-1308, U-4704, U-4708 và U-4709. Ngoại trừ U-480 và U-486, không có tàu ngầm Đức nào khác trang bị kỹ thuật này bị mất trong tác chiến.

### Chế tạo
U-480 được đặt hàng vào ngày 10 tháng 4, 1941, và được đặt lườn tại xưởng tàu của hãng Deutsche Werke AG ở Kiel vào ngày 8 tháng 12, 1942. Nó được hạ thủy vào ngày 14 tháng 8, 1943, và nhập biên chế cùng Hải quân Đức Quốc Xã vào ngày 6 tháng 10, 1943 dưới quyền chỉ huy của Hạm trưởng, Trung úy Hải quân Hans-Joachim Förster.

## Lịch sử hoạt động

### 1944
Sau khi hoàn tất việc huấn luyện trong thành phần Chi hạm đội U-boat 5, U-480 được điều sang Chi hạm đội U-boat 9 từ ngày 1 tháng 6, 1944 để hoạt động trên tuyến đầu. Sau đó nó còn được điều sang Chi hạm đội U-boat 11 từ ngày 15 tháng 10, 1944. Do khả năng tàng hình, chiếc tàu ngầm thường được phái đi hoạt động tại khu vực eo biển Manche vốn được đối phương bố trí phòng thủ dày đặc.

#### Chuyến tuần tra thứ nhất
Sau khi di chuyển từ cảng Kiel, Đức đến cảng Arendal, Na Uy vào tháng 5, 1944, U-480 khởi hành từ đây vào ngày 7 tháng 6 cho chuyến tuần tra đầu tiên trong chiến tranh. Nó tiến ra Bắc Hải, rồi băng qua khe GI-UK giữa quần đảo Faroe và Iceland để vòng qua quần đảo Anh và tiến vào khu vực giữa Đại Tây Dương về phía Tây Ireland (Khu vực Tiếp cận phía Tây). Trên đường đi trong biển Na Uy vào ngày 13 tháng 6, nó bị một thủy phi cơ PBY Catalina thuộc Liên đội 162 Không quân Hoàng gia Canada tấn công; tuy nhiên hỏa lực phòng không của chiếc tàu ngầm đã bắn rơi chiếc PBY. U-480 kết thúc chuyến tuần tra khi đi đến cảng Brest bên bờ Đại Tây Dương của Pháp đã bị Đức chiếm đóng, đến nơi vào ngày 7 tháng 7.

#### Chuyến tuần tra thứ hai
Khởi hành từ cảng Brest vào ngày 3 tháng 8 cho chuyến tuần tra thứ hai, U-480 hoạt động tại khu vực eo biển Manche để đánh phá tàu bè Đồng Minh đang tham gia đổ bộ lên lục địa Châu Âu. Nó đã lần lượt đánh chìm tàu corvette Canada HMCS Alberni (925 tấn) vào ngày 21 tháng 8, tàu quét mìn Anh HMS Loyalty (850 tấn) vào ngày hôm sau 22 tháng 8, và các tàu buôn Anh Fort Yale 7.134 GRT thuộc Đoàn tàu ETC-72 vào ngày 23 tháng 8, cùng Orminster 5.712 GRT thuộc Đoàn tàu FTM-74 hai ngày sau đó 25 tháng 8.
Kết thúc chuyến tuần tra, chiếc tàu ngầm băng ngược khe GI-UK để quay về vùng biển Na Uy, đi đến cảng Trondheim, Na Uy vào ngày 18 tháng 10. Do thành tích đạt được trong chuyến tuần tra này, Trung úy Förster được tặng thưởng Huân chương Chữ thập sắt Hiệp sĩ vào ngày 18 tháng 10.

### 1945

#### Chuyến tuần tra thứ ba – Bị mất
U-480 rời cảng Trondheim, Na Uy vào ngày 6 tháng 1, 1945 cho chuyến tuần tra thứ ba, cũng là chuyến cuối cùng, và đã bị mất tích mà không rõ nguyên nhân.
Vào năm 1997, xác tàu đắm của một tàu ngầm U-boat Type VIIC được các thợ lặn phát hiện ở vị trí khoảng 20 km (11 nmi) về phía Tây Nam đảo Wight, tại toạ độ 50°22′4″B 1°44′10″T / 50,36778°B 1,73611°T. Một năm sau đó, lai lịch xác tàu đắm được nhà khảo cổ hàng hải Innes McCartney xác định là U-480. Những khảo sát tiếp theo xác định con tàu là nạn nhân của bãi thủy lôi bí mật "Brazier D2", và đắm trong khoảng từ ngày 29 tháng 1 đến ngày 22 tháng 2, 1945. Một quả thủy lôi đã gây hư hại cho phần đuôi của U-480, khiến nó đắm tại vùng biển sâu 55 m (180 ft), khiến toàn bộ 48 thành viên thủy thủ đoàn của U-480 đều bị tử trận.

### Tóm tắt chiến công
U-480 đã đánh chìm hai tàu buôn với tổng tải trọng 12.846 GRT cùng hai tàu chiến với tổng tải trọng 1.775 tấn:
| Ngày             | Tên tàu      | Quốc tịch              | Tải trọng | Số phận      |
| ---------------- | ------------ | ---------------------- | --------- | ------------ |
| 21 tháng 8, 1944 | HMCS Alberni | Hải quân Canada        | 925       | Bị đánh chìm |
| 22 tháng 8, 1944 | HMS Loyalty  | Hải quân Hoàng gia Anh | 850       | Bị đánh chìm |
| 23 tháng 8, 1944 | Fort Yale    | United Kingdom         | 7.134     | Bị đánh chìm |
| 25 tháng 8, 1944 | Orminster    | United Kingdom         | 5.712     | Bị đánh chìm |